# Toakai Puapua
Toakai Puapua (* 12. August 1964) ist ein tuvaluischer Gymnastik- und Fußballtrainer und ehemaliger Trainer der Fußballauswahl Tuvalus.

## Karriere
In 2007 wurde er während der Südpazifikspiele 2007 in Samoa zum Fußballtrainer der Nationalmannschaft von Tuvalu ernannt. Im ersten Spiel seiner Laufbahn erlag er mit einer 16:0-Niederlage dem Team von Fidschi. Zwei Tage später folgte eine 0:1-Niederlage gegen die Mannschaft von Neukaledonien. Das dritte Gruppenspiel gegen Tahiti wurde mit einem Endstand von 1:1 abgeschlossen, Sekifu erzielte das Tor für Tuvalu. Das letzte Spiel unter Puapuas Leitung war eine 4:1-Niederlage gegen die Fußballnationalmannschaft der Cookinseln, Tuvalu wurde mit einem Punkt Gruppenletzter in Gruppe A.
Nachfolger von Puapua wurde im Jahr 2011 Foppe de Haan.
2010 war Puapua Trainer der Tuvaluischen Futsalnationalmannschaft bei den Ozeanischen Futsalmeisterschaften 2010, sie erreichten den 7. Platz von 7 Teilnehmern.
Von 2006 bis 2008 war er Trainer des FC Tofaga.